# Produits de la tarification en France
 (janvier 2023).
La mise en forme du texte ne suit pas les recommandations de Wikipédia : il faut le « wikifier ».
Les points d'amélioration suivants sont les cas les plus fréquents :
- Les titres sont pré-formatés par le logiciel. Ils ne sont ni en capitales, ni en gras.
- Le texte ne doit pas être écrit en capitales (les noms de famille non plus), ni en gras, ni en italique, ni en « petit »…
- Le gras n'est utilisé que pour surligner le titre de l'article dans l'introduction, une seule fois.
- L'italique est rarement utilisé : mots en langue étrangère, titres d'œuvres, noms de bateaux, etc.
- Les citations ne sont pas en italique mais en corps de texte normal. Elles sont entourées par des guillemets français : « et ».
- Les listes à puces sont à éviter, des paragraphes rédigés étant largement préférés. Les tableaux sont à réserver à la présentation de données structurées (résultats, etc.).
- Les appels de note de bas de page (petits chiffres en exposant, introduits par l'outil «  Source ») sont à placer entre la fin de phrase et le point final[comme ça].
- Les liens internes (vers d'autres articles de Wikipédia) sont à choisir avec parcimonie. Créez des liens vers des articles approfondissant le sujet. Les termes génériques sans rapport avec le sujet sont à éviter, ainsi que les répétitions de liens vers un même terme.
- Les liens externes sont à placer uniquement dans une section « Liens externes », à la fin de l'article. Ces liens sont à choisir avec parcimonie suivant les règles définies. Si un lien sert de source à l'article, son insertion dans le texte est à faire par les notes de bas de page.
- La présentation des références doit suivre les conventions bibliographiques. Il est recommandé d'utiliser les modèles {{Ouvrage}}, {{Chapitre}}, {{Article}}, {{Lien web}} et/ou {{Bibliographie}}. Le mode d'édition visuel peut mettre en forme automatiquement les références.
- Insérer une infobox (cadre d'informations à droite) n'est pas obligatoire pour parachever la mise en page.

Pour une aide détaillée, merci de consulter Aide:Wikification.
Si vous pensez que ces points ont été résolus, vous pouvez retirer ce bandeau et améliorer la mise en forme d'un autre article.
 (septembre 2022).
En France, les produits de la tarification sont des financements attribués par la collectivité aux établissements et services sociaux et médico-sociaux (ESSMS) pour le financement des activités qu'il réalisent au profit des personnes vulnérables accueillies ou accompagnées.

## Définition
Selon les catégories d'ESSMS, les « produits de la tarification » peuvent prendre la forme :
- d'un prix de journée,
- d'un prix de journée globalisé,
- d'une dotation globale de fonctionnement (DGF),
- d'un prix de séance,
- d'un prix d'acte,
- d'un tarif horaire,
- d'un forfait global ;
- d'une dotation globalisée commune (DGC) en présence d'un contrat pluriannuel d'objectifs et de moyens (CPOM).

Ces différentes formes de produits de la tarification sont appelées des modalités de tarification.

## Tarification
La fixation du montant des produits de la tarification est assurée, selon les catégories des ESSMS, par une ou plusieurs autorités administratives parmi :
- l'État,
- les agences régionales de santé (ARS),
- les Conseils départementaux.

Selon que les ESSMS reçoivent une ou plusieurs modalité de tarification , la compétence administrative pour fixer leur tarif est exclusive ou conjointe.

## Paiement
Une fois le montant des produits de la tarification fixé, leur paiement aux ESSMS est assuré, en fonction des catégories d'ESSMS :
- lorsque le financement de l'ESSMS relève de l'assurance maladie : par la caisse primaire d'assurance maladie (CPAM) du département d'implantation de l'établissement ou du service. La caisse assure les paiements et répercute les coûts sur les caisses d'assurance maladie du régime général ou des régimes spéciaux d'assurance maladie des départements d'origine des personnes accueillies ou accompagnées ;
- lorsque le financement de l'ESSMS relève de l'aide sociale : par l'Etat et/ou les Conseils départementaux.

## Contentieux
La contestation du montant des produits de la tarification relève de la compétence de juridictions administratives spécialisées : les Tribunaux interrégionaux de la tarification sanitaire et sociale (TITSS) en première instance, la Cour nationale de la tarification sanitaire et sociale (CNTSS), en appel, le Conseil d'Etat en cassation.
L'examen des litiges relatifs au paiement des produits de la tarification relève :
- lorsqu'il s'agit de l'assurance-maladie : des juridictions du contentieux de la sécurité sociale ;
- lorsqu'il s'agit de l'aide sociale : du juge administratif de droit commun.